# Гейнс, Кристи
Кристи Гейнс (англ. Chryste Dionne Gaines; род. 14 сентября 1970, Лотон, Оклахома) — американская легкоатлетка (бег на короткие дистанции), чемпионка и призёр чемпионатов мира, чемпионка и призёр летних Олимпийских игр, участница трёх Олимпиад.

## Карьера
На летних Олимпийских играх 1996 года в Атланте Гейнс выступала в эстафете 4×100 метров. Команда США (Гейл Диверс, Ингер Миллер, Кристи Гейнс, Гвен Торренс, Карлетт Гуидри-Уайт), за которую Гейнс бежала на третьем этапе, стала олимпийской чемпионкой (41,95 с), опередив команды Багамских Островов (42,14 с) и Ямайки (42,24 с).
На следующей летней Олимпиаде 2000 года в Сиднее Гейнс выступала в беге на 100 метров и короткой эстафете. В коротком спринте она пробилась в полуфинал, где преодолела дистанцию за 11,23 с и выбыла из борьбы за медали. В эстафете команда США (Кристи Гейнс, Торри Эдвардс, Нэнси Пэрри, Пэшн Ричардсон, Марион Джонс) преодолела дистанцию за 42,20 с и завоевала бронзовые медали, уступив командам Багамских Островов (41,95 с) и Ямайки (42,13 с).